# Kyōshirō Nemuri : Le Sabreur et les Pirates
Série Nemuri Kyōshirō
Nemuri Kyōshirō mashōken
(1965) Nemuri Kyōshirō tajōken
(1966)
Pour plus de détails, voir Fiche technique et Distribution.
Kyōshirō Nemuri : Le Sabreur et les Pirates (眠狂四郎 炎情剣, Nemuri Kyōshirō enjōken) est un film japonais réalisé par Kenji Misumi, sorti en 1965. C'est l'adaptation du roman Nemuri Kyōshirō de Renzaburō Shibata. C'est le 5e film de la série Nemuri Kyōshirō avec Raizō Ichikawa,.

## Synopsis
En route vers la ville d'Edo, Kyoshiro Nemuri tombe sur une querelle entre une femme avec un couteau et un homme. Il s'implique à contrecœur. Son intervention le compromet dans un complot de vol avec un haut responsable du clan Todo et une bande de pirates fugitifs...

## Fiche technique
- Titre : Kyōshirō Nemuri : Le Sabreur et les Pirates[3]
- Titre original : 眠狂四郎 炎情剣 (Nemuri Kyōshirō enjōken?)
- Réalisation : Kenji Misumi
- Scénario : Seiji Hoshikawa (ja), d'après le roman Nemuri Kyōshirō de Renzaburō Shibata.
- Photographie :  Fujio Morita (ja)
- Décors : Akira Naitō
- Musique : Ichirō Saitō
- Montage : Kanji Suganuma
- Société de production : Daiei
- Pays de production :  Japon
- Langue originale : japonais
- Format : couleur - 2,35:1 - 35 mm - son mono
- Genres : chanbara - jidaigeki
- Durée : 83 minutes[4] (métrage : huit bobines - 2 270 m[4])
  - Japon : 13 janvier 1965[4]

## Distribution
- Raizō Ichikawa : Nemuri Kyōshirō
- Tamao Nakamura : Nui
- Kō Nishimura : Narumiya
- Sanae Nakahara (ja) ：Oryō
- Kōichi Uenoyama (ja) : Yōzō Kakurai
- Tōru Abe : Atobe Shōkan

## SérieNemuri Kyōshirōavec Raizō Ichikawa
- 1963 : Nemuri Kyōshirō sappōjō (眠狂四郎殺法帖?) de Tokuzō Tanaka
- 1964 : Le Combat de Kyōshirō Nemuri (眠狂四郎勝負, Nemuri Kyōshirō shōbu?) de Kenji Misumi
- 1964 : Nemuri Kyōshirō engetsugiri (眠狂四郎円月切り?) de Kimiyoshi Yasuda
- 1964 : La Ballade de Kyōshirō Nemuri (眠狂四郎女妖剣, Nemuri Kyōshirō joyōken?) de Kazuo Ikehiro
- 1965 : Nemuri Kyōshirō mashōken (眠狂四郎魔性剣?) de Kimiyoshi Yasuda
- 1965 : Kyōshirō Nemuri : Le Sabreur et les Pirates (眠狂四郎炎情剣, Nemuri Kyōshirō enjōken?) de Kenji Misumi
- 1966 : Nemuri Kyōshirō tajōken (眠狂四郎多情剣?) d'Akira Inoue
- 1966 : Nemuri Kyōshirō buraiken (眠狂四郎無頼剣?) de Kenji Misumi
- 1967 : Nemuri Kyōshirō burai hikae: Mashō no hada (眠狂四郎無頼控 魔性の肌?) de Kazuo Ikehiro
- 1968 : Nemuri Kyōshirō hitohadagumo (眠狂四郎人肌蜘蛛?) de Kimiyoshi Yasuda
- 1968 : Nemuri Kyōshirō onna jigoku (眠狂四郎女地獄?) de Tokuzō Tanaka
- 1969 : Nemuri Kyōshirō akujogari (眠狂四郎悪女狩り?) de Kazuo Ikehiro